# Acroriodes diplolophella
Acroriodes diplolophella är en fjärilsart som beskrevs av Embrik Strand 1921. Acroriodes diplolophella ingår i släktet Acroriodes och familjen nattflyn. Inga underarter finns listade i Catalogue of Life.